# Kreba-Neudorf
Kreba-Neudorf, obersorbisch Chrjebja-Nowa Wjes, ist eine sächsische Gemeinde im Landkreis Görlitz. Sie liegt im sorbischen Siedlungsgebiet der Oberlausitz. Mit der Nachbargemeinde Rietschen bildet Kreba-Neudorf die Verwaltungsgemeinschaft Rietschen.
Nach seiner Einwohnerzahl (Stand 2023) ist Kreba-Neudorf die achtkleinste Gemeinde Sachsens.

## Geographie
Kreba-Neudorf liegt im nördlichen Teil des Landkreises, im Norden des ehemaligen Landkreises Niesky, etwa 10 km nordwestlich der Stadt Niesky. Die Gemeinde, vom Schwarzen Schöps durchflossen, liegt mitten in dem wald- und teichreichen Biosphärenreservat Oberlausitzer Heide- und Teichlandschaft.

### Gemeindegliederung
Ortsteile sind Kreba (Chrjebja), Lache (Čorna Truha), Neudorf (Nowa Wjes) und Tschernske (Černsk).

## Geschichte
Kreba wurde 1409 und Neudorf 1519 erstmals urkundlich erwähnt. Schon früh sind im Kirchspiel von Kreba alle vier Ortsteile der heutigen Gemeinde sowie zum Teil der südlich gelegene Nachbarort Mücka verbunden.
Die Gemeinde entstand am 1. Januar 1973, als sich die beiden Gemeinden Kreba (mit Tschernske und Lache) und Neudorf zusammenschlossen.
Bereits vier Monate vor der Gründung des Niederschlesischen Oberlausitzkreises schlossen sich die benachbarten Gemeinden Kreba-Neudorf, Klitten (beide Landkreis Niesky) und Reichwalde (Landkreis Weißwasser) über Kreisgrenzen hinweg zum Verwaltungsverband Heidedörfer zusammen. Mit dessen Auflösung ging die Gemeinde eine Verwaltungsgemeinschaft mit Rietschen ein.

## Politik

### Gemeinderat
Seit der Gemeinderatswahl am 9. Juni 2024 verteilen sich die 10 Sitze des Gemeinderates folgendermaßen auf die einzelnen Gruppierungen:
- Bürger für Kreba-Neudorf (BfKN): 9 Sitze
- Einzelvorschlag: 1 Sitz

| Gemeinderat ab 2024Insgesamt 10 Sitze - BfKN: 9 - EV: 1 | Liste                    | 2024   | 2024   | 2019       | 2019       | 2014       | 2014       |
| Gemeinderat ab 2024Insgesamt 10 Sitze - BfKN: 9 - EV: 1 | Liste                    | Sitze  | in %   | Sitze      | in %       | Sitze      | in %       |
| Gemeinderat ab 2024Insgesamt 10 Sitze - BfKN: 9 - EV: 1 | Bürger für Kreba-Neudorf | 9      | 97,8   | 7          | 64,2       | 6          | 47,8       |
| Gemeinderat ab 2024Insgesamt 10 Sitze - BfKN: 9 - EV: 1 | Einzelvorschläge         | 1      | 2,2    | unzulässig | unzulässig | unzulässig | unzulässig |
| Gemeinderat ab 2024Insgesamt 10 Sitze - BfKN: 9 - EV: 1 | CDU                      | –      | –      | 3          | 35,8       | 5          | 44,5       |
| Gemeinderat ab 2024Insgesamt 10 Sitze - BfKN: 9 - EV: 1 | TdTF                     | –      | –      | –          | –          | 1          | 7,7        |
| Gemeinderat ab 2024Insgesamt 10 Sitze - BfKN: 9 - EV: 1 | Wahlbeteiligung          | 74,4 % | 74,4 % | 71,7 %     | 71,7 %     | 73,6 %     | 73,6 %     |

### Bürgermeister
Bürgermeister ist seit 2014 Dirk Naumburger (CDU).
| Wahl | Bürgermeister   | Vorschlag                   | Wahlergebnis (in %) |
| ---- | --------------- | --------------------------- | ------------------- |
| 2021 | Dirk Naumburger | CDU                         | 98,1                |
| 2014 | Dirk Naumburger | WV Bürger für Kreba-Neudorf | 66,3                |
| 2008 | Wolfgang Fietze | Fietze                      | 56,0                |
| 2001 | Wolfgang Fietze | Fietze                      | 72,8                |
| 1994 | Heidrun Mende   | CDU                         | 54,6                |

## Kultur und Sehenswürdigkeiten
siehe auch: Liste der Kulturdenkmale in Kreba-Neudorf
- Wasserturm
- Kirche Kreba
- Krebaer Schloss
- Sommer-, Sport- und Parkfest seit 1947
- Teichlandschaft der Umgebung (beispielsweise Weißes Lug und Schwarze Lache)
- Osterschießen am Karsamstag

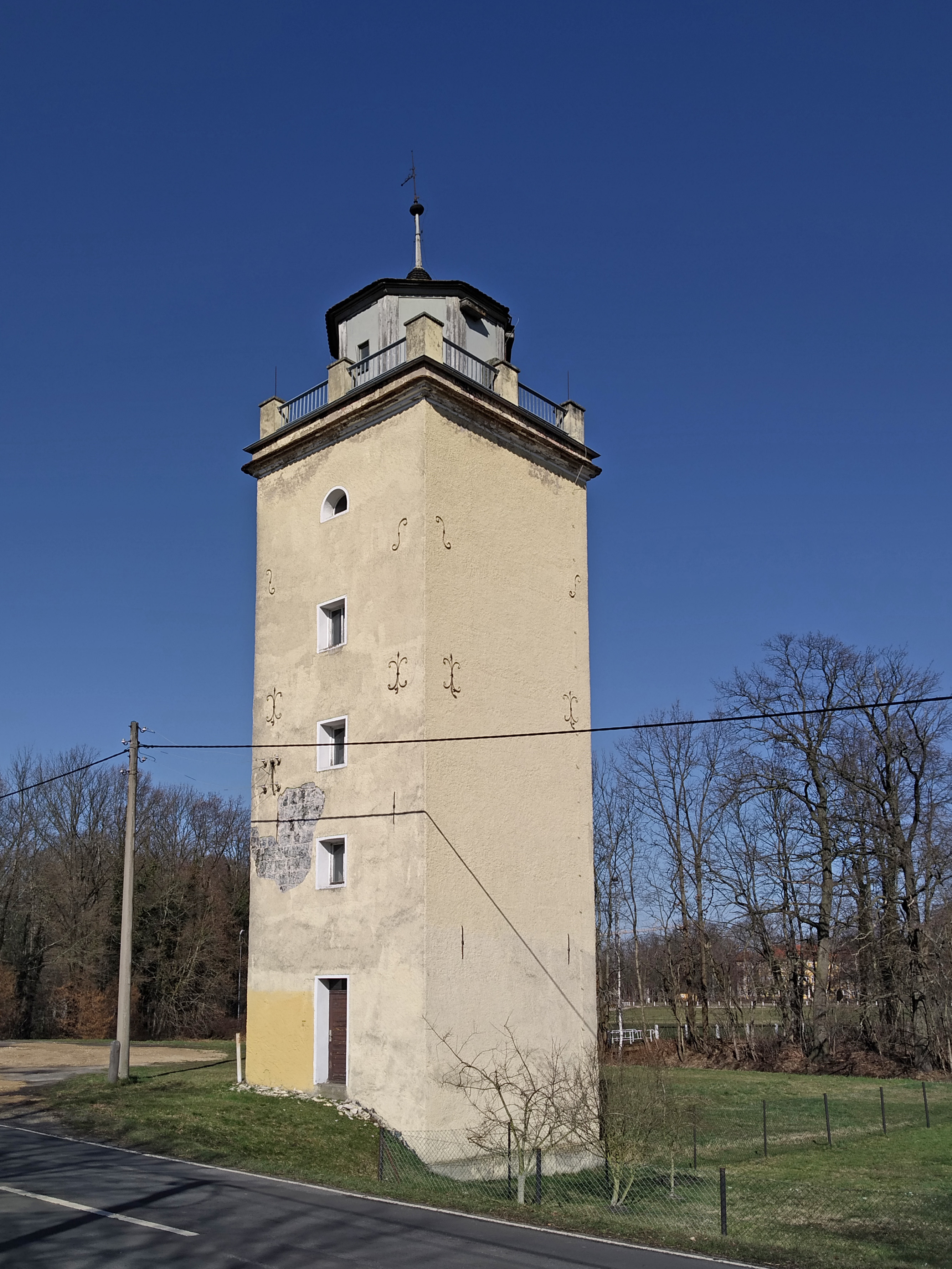
Wasserturm Kreba
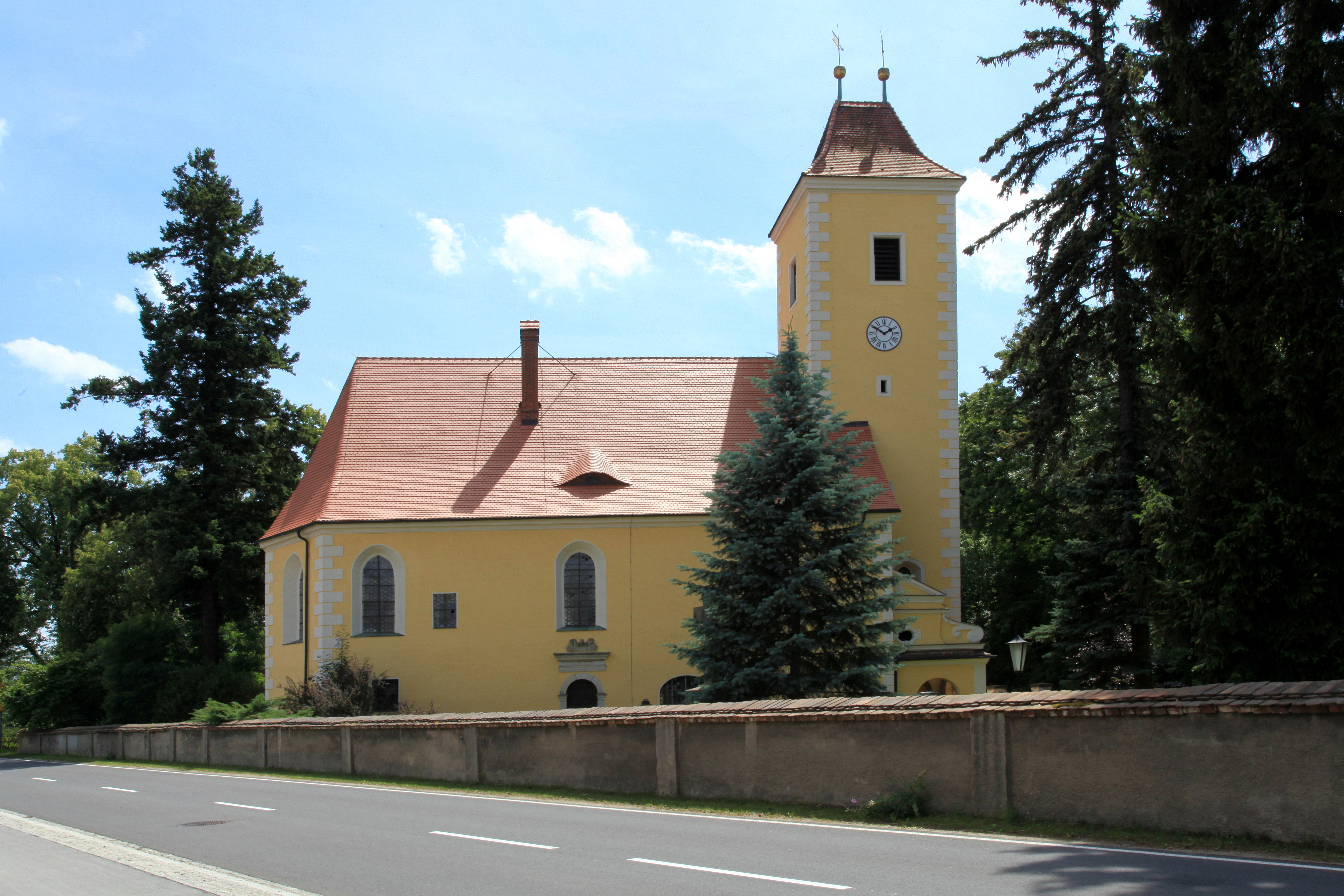
Kirche Kreba
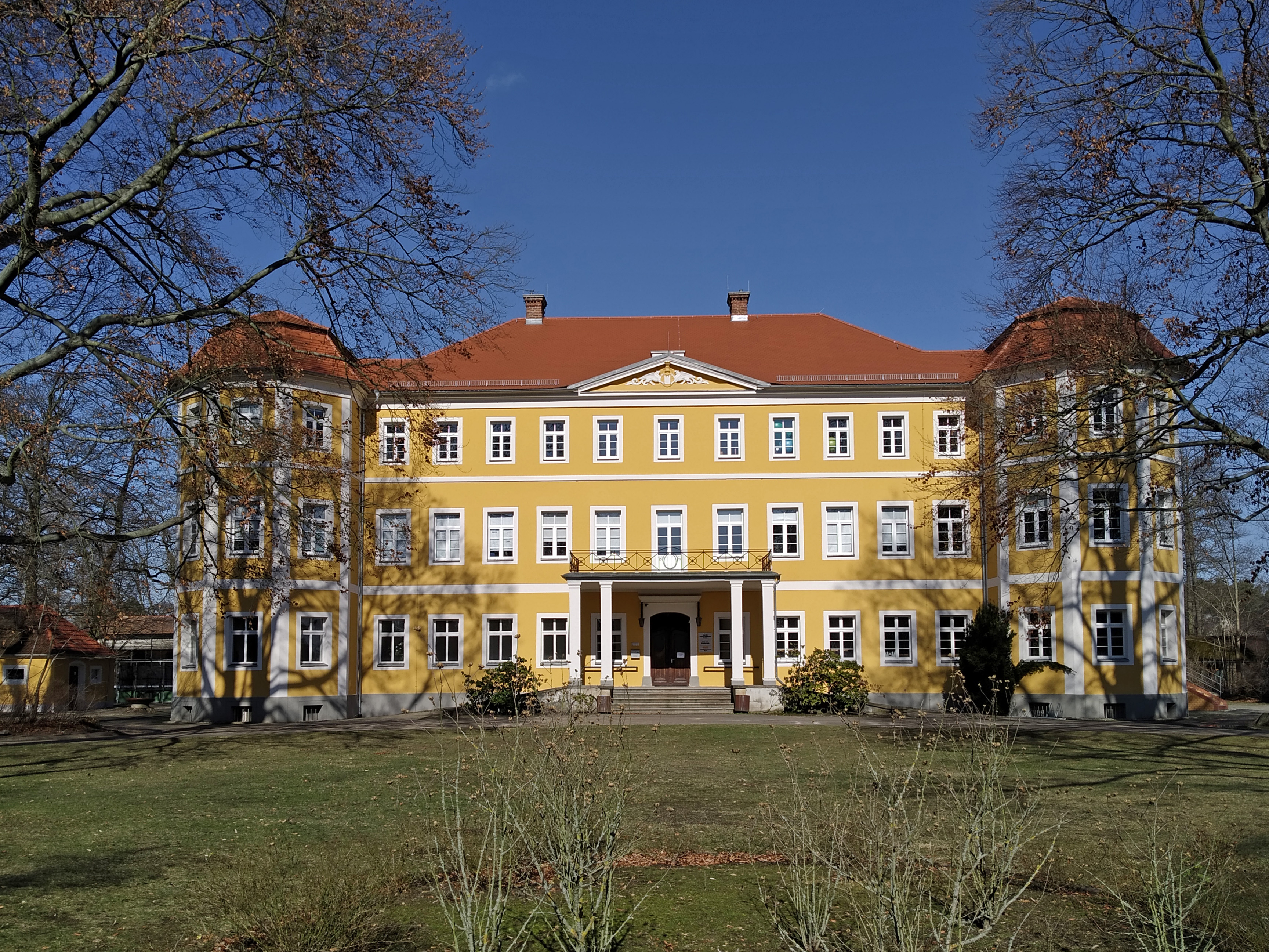
Schloss Kreba

### Naturschutz
- Siehe auch: Liste der Naturdenkmale in Kreba-Neudorf

## Wirtschaft und Infrastruktur
In Kreba-Neudorf ist einer der Produktionsstandorte der The Lorenz Bahlsen Snack-World angesiedelt.
Ein weiterer wirtschaftlich wichtiger Betrieb ist die Krebaer Teichfisch GmbH, die in den Krebaer Teichgebieten jährlich mehrere Tonnen Speisefische züchtet.

### Verkehrsanbindung
Durch die Gemeinde verläuft die Bahnstrecke Hoyerswerda–Niesky–Görlitz, die nächsten Bahnhöfe befinden sich in Klitten und Mücka.
Die Bundesstraße 156 verläuft westlich der Gemeinde, die Bundesstraße 115 östlich von ihr. Beide führen zur südlich verlaufenden Bundesautobahn 4, die über den Anschluss Weißenberg (etwa 15 km) zu erreichen ist.